# Карповка (Омская область)
Ка́рповка — село в Таврическом районе Омской области. Административный центр Карповского сельского поселения.

## География
Расположено в 63 км (от Главпочтамта) к югу от Омска в степной зоне Ишимской равнины. В 8 км находится железнодорожная станция Стрела на линии Карбышево I — Иртышское Западно-Сибирской железной дороги. В 12 км — районный центр Таврическое.

## Население
| 1926 | 2010  |
| ---- | ----- |
| 253  | ↗1380 |

## История
Основано в 1911 году. В 1928 году поселок Карповка состоял из 50 хозяйств, основное население — украинцы. В составе Пальцевского сельсовета Тавричесского района Омского округа Сибирского края.

## Инфраструктура
В селе находятся средняя образовательная школа, медицинское учреждение, ДСШ, библиотека, винно-водочный магазин. На территории поселения действуют 9 крестьянско-фермерских хозяйств.

## Известные уроженцы
- Нагманов, Кажмурат Ибраевич